# Liste der Landschaftsschutzgebiete in Landshut
In Landshut gibt es elf Landschaftsschutzgebiete. (Stand: November 2018)

## Hinweise zu den Angaben in der Tabelle
- Gebietsname: Amtliche Bezeichnung des Schutzgebietes
- Bild/Commons: Bild und Link zu weiteren Bildern aus dem Schutzgebiet
- LSG-ID: Amtliche Nummer des Schutzgebietes
- WDPA-ID: Link zum Eintrag des Schutzgebietes in der World Database on Protected Areas
- Wikidata: Link zum Wikidata-Eintrag des Schutzgebietes
- Ausweisung: Datum der Ausweisung als Schutzgebiet
- Gemeinde(n): Gemeinden, auf denen sich das Schutzgebiet befindet
- Lage: Geografischer Standort
- Fläche: Gesamtfläche des Schutzgebietes in Hektar
- Flächenanteil: Anteilige Flächen des Schutzgebietes in Landkreisen/Gemeinden, Angabe in % der Gesamtfläche
- Bemerkung: Besonderheiten und Anmerkungen

Bis auf die Spalte Lage sind alle Spalten sortierbar.
| Gebietsname                                                                                                  | Bild/Commons   | LSG-ID       | WDPA-ID   | Wikidata  | Ausweisung | Gemeinde(n) | Lage     | Fläche ha | Flächenanteil     | Bemerkung |
| --- | -------------- | ------------ | --------- | --------- | ---------- | ----------- | -------- | --------- | ----------------- | --------- |
| LSG Schutz von Landschaftsteilen im Hügelland östlich Schweinbach - Stadtgrenze - ST 2045                    |                | LSG-00584.01 | 396134    | Q59655764 | 2006       |             | Position | 72,94     | Landshut (99,8 %) |           |
| Schutz eines Landschaftsteils in der Stadt Landshut (Gutenbergweg)                                           | weitere Bilder | LSG-00093.01 | 395516    | Q59655711 | 1960       |             | Position | 3,38      | Landshut (100 %)  |           |
| Schutz eines Landschaftsteils in der Stadt Landshut (Restpfettrach)                                          | weitere Bilder | LSG-00097.01 | 395519    | Q59655714 | 1961       |             | Position | 0,5       | Landshut (100 %)  |           |
| Schutz von Landschaftsteilen der Isar-Hangleiten am Annaberg                                                 | weitere Bilder | LSG-00333.01 | 395823    | Q59655749 | 1982       |             | Position | 4,66      | Landshut (100 %)  |           |
| Schutz von Landschaftsteilen der Isar-Hangleiten im Bereich Klausenberg - Ochsenbuckel                       | weitere Bilder | LSG-00300.01 | 395779    | Q59655740 | 1979       |             | Position | 16,67     | Landshut (99,5 %) |           |
| Schutz von Landschaftsteilen der Isar-Hangleiten zwischen B 299 neu und Schweinbachtal                       | weitere Bilder | LSG-00301.01 | 395780    | Q59655741 | 1979       |             | Position | 108,6     | Landshut (100 %)  |           |
| Schutz von Landschaftsteilen der Isar-Hangleiten zwischen Bernlochner Schluchtweg und Hagrainer Straße       |                | LSG-00332.01 | 395822    | Q59655748 | 1982       |             | Position | 2,07      | Landshut (100 %)  |           |
| Schutz von Landschaftsteilen der Isar-Hangleiten zwischen Carossahöhe und B 299 neu                          |                | LSG-00331.01 | 395821    | Q59655746 | 1982       |             | Position | 26,91     | Landshut (100 %)  |           |
| Schutz von Landschaftsteilen der Isar-Hangleiten zwischen Schweinbachtal und der geplanten BAB A93           |                | LSG-00302.01 | 395781    | Q59655742 | 1979       |             | Position | 174,28    | Landshut (100 %)  |           |
| Schutz von Landschaftsteilen im Hügelland zwischen der Wilhelm-Hauff-Straße und Sallmannsberg (Tal Josaphat) |                | LSG-00601.01 | 555595857 | Q59655767 | 2015       |             | Position | 23,47     | Landshut (100 %)  |           |
| Schutz von Landschaftsteilen in den Unteren Isarauen am Altheimer Stausee                                    | weitere Bilder | LSG-00521.01 | 396042    | Q59655757 | 1998       |             | Position | 23,63     | Landshut (99,3 %) |           |